# Alburquerque (Bohol)
För staden i USA med snarlikt namn, se Albuquerque.
Alburquerque (Bayan ng Alburquerque) är en kommun i Filippinerna. Kommunen tillhör provinsen Bohol och ligger på ön med samma namn. Folkmängden uppgår till 8 715 invånare.
Alburquerque delas in i 11 barangayer.

## Källor

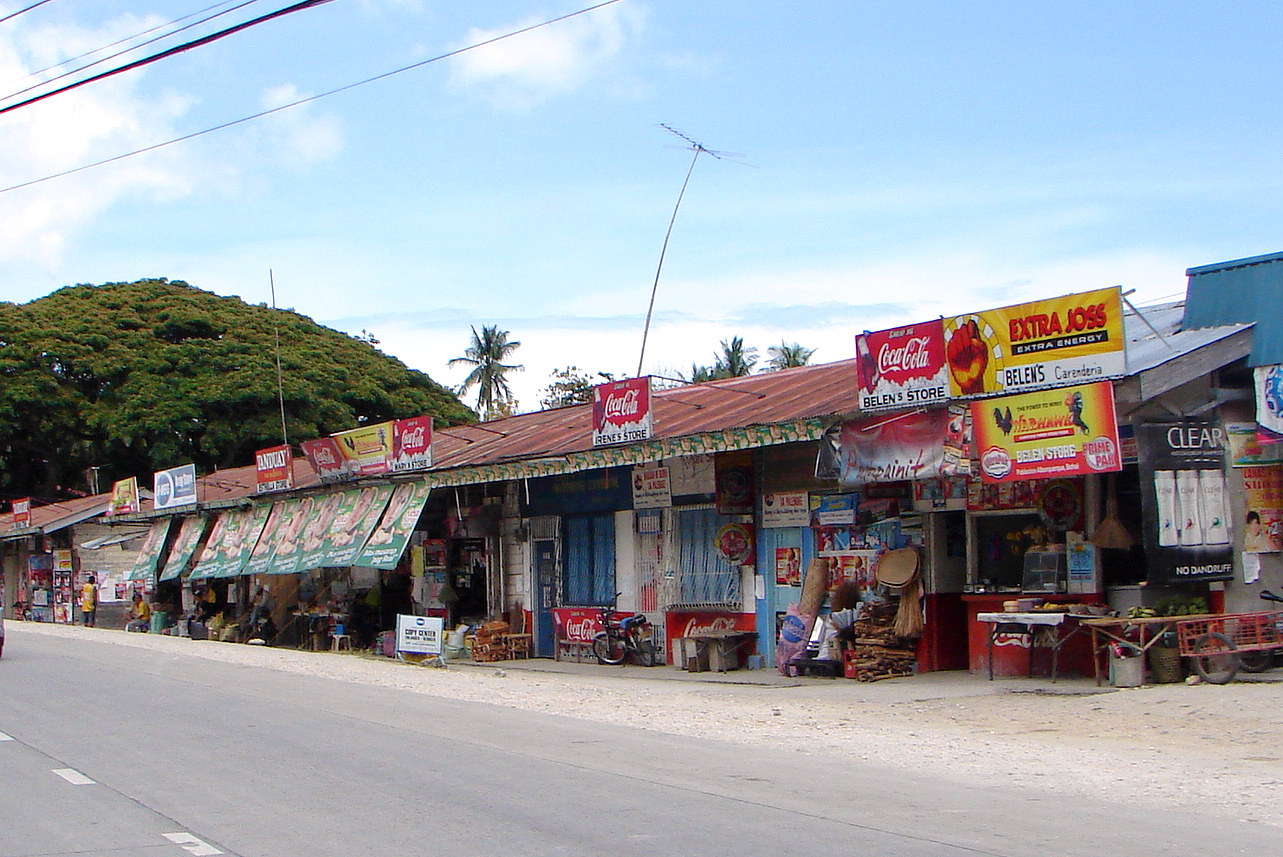
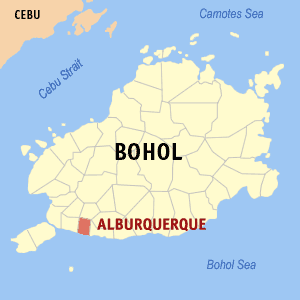
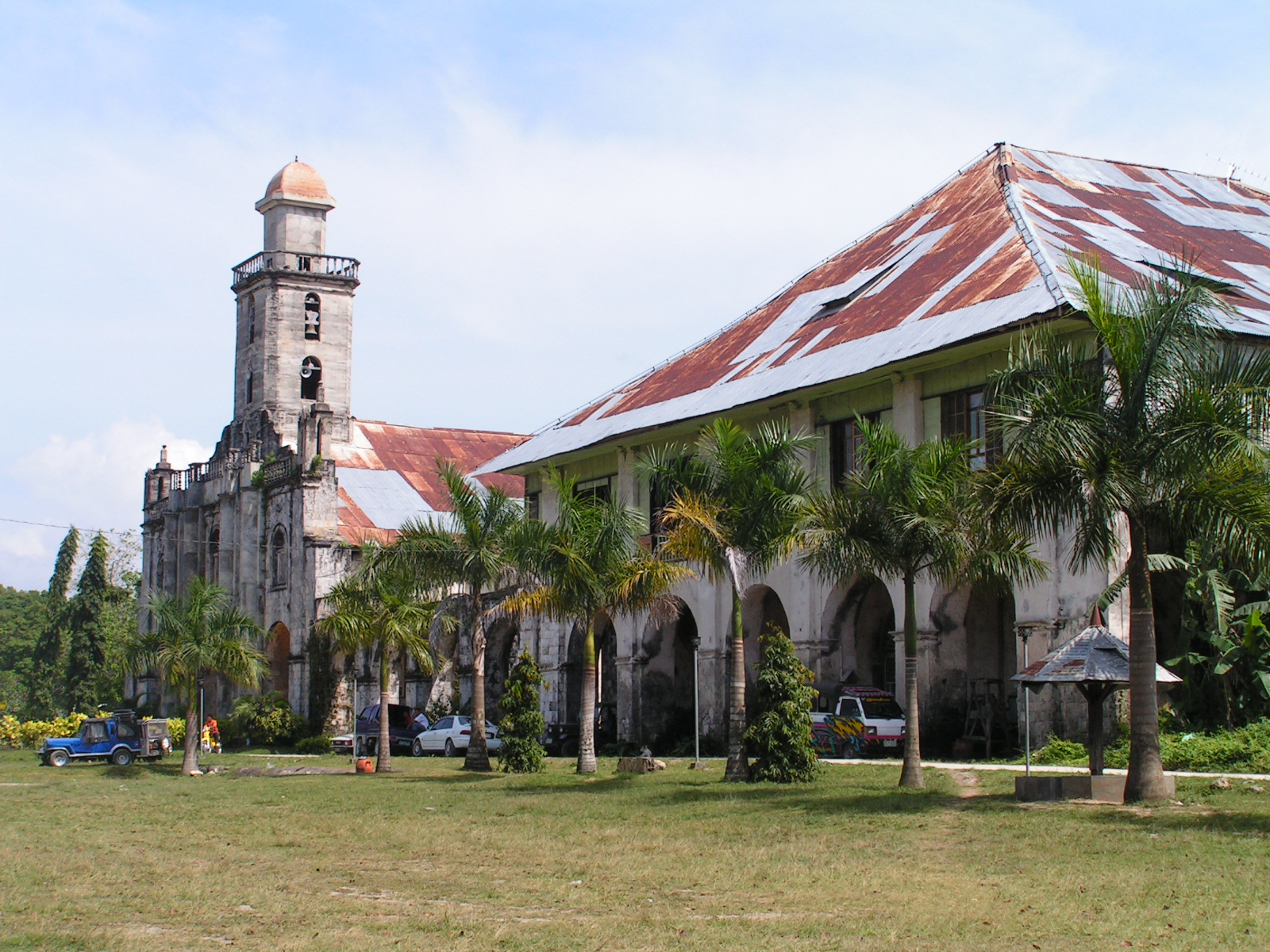
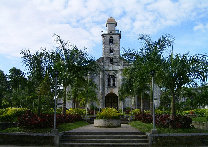
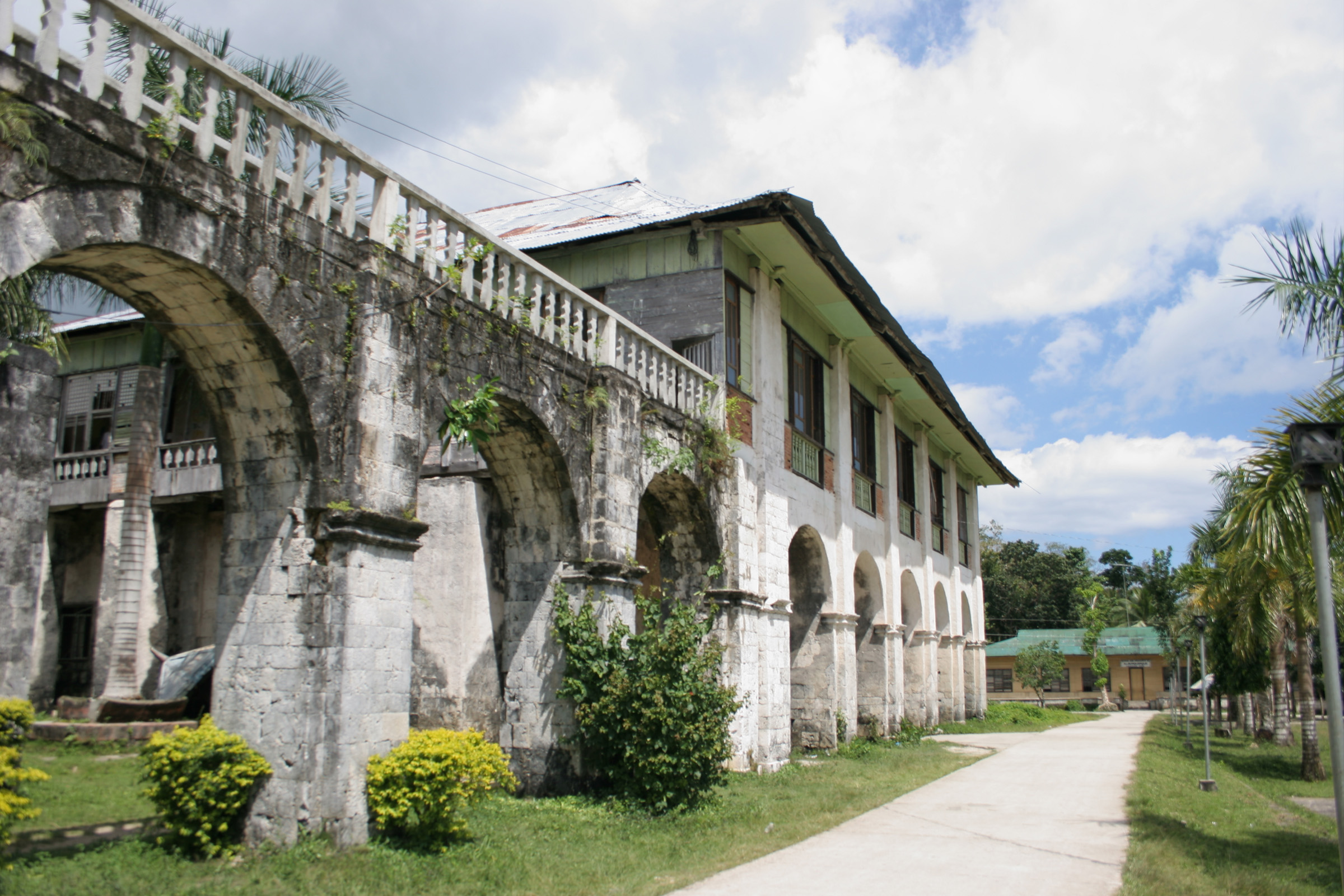